# André M. Studer

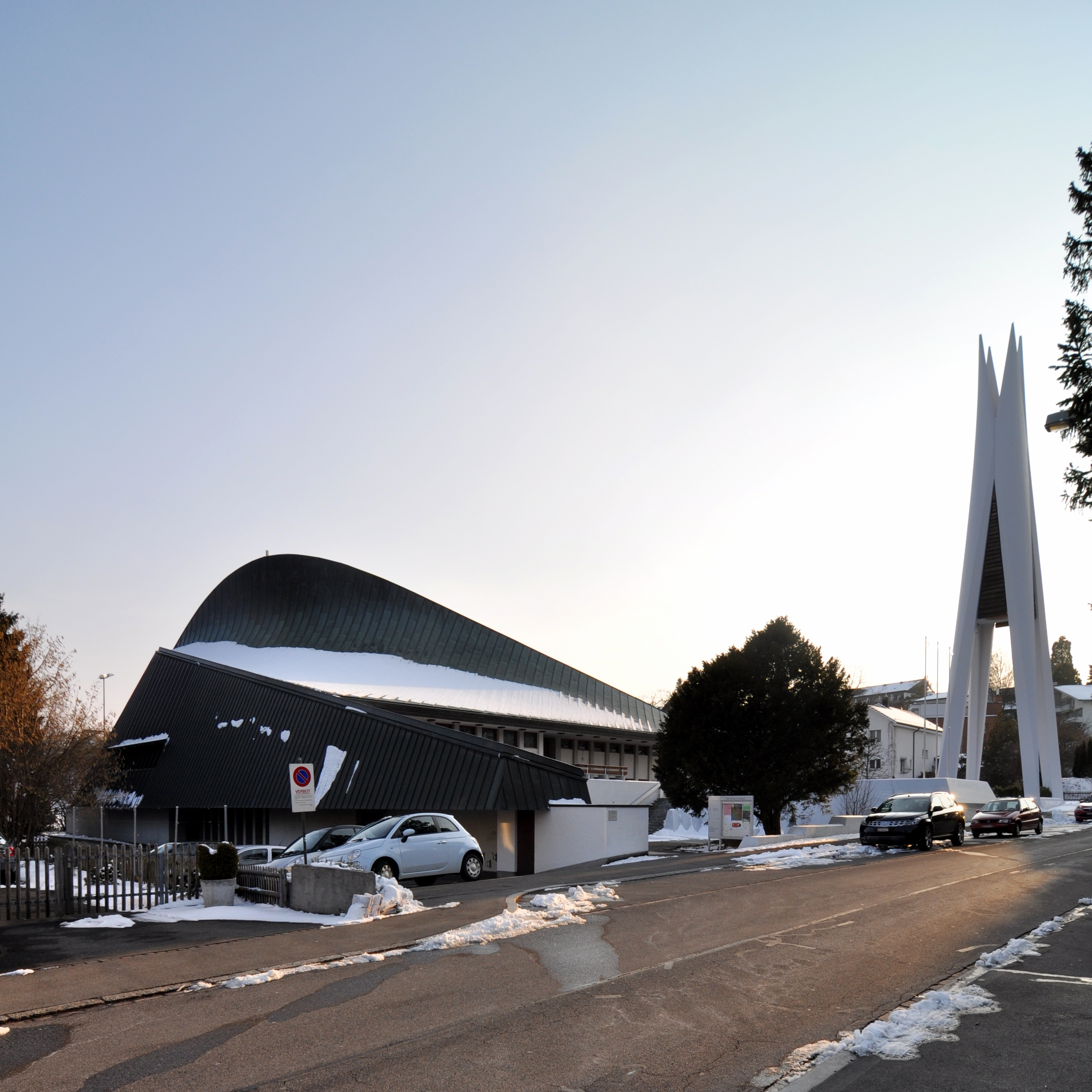
St. Elisabeth, Katholische Kirche in Kilchberg, 1962–1967

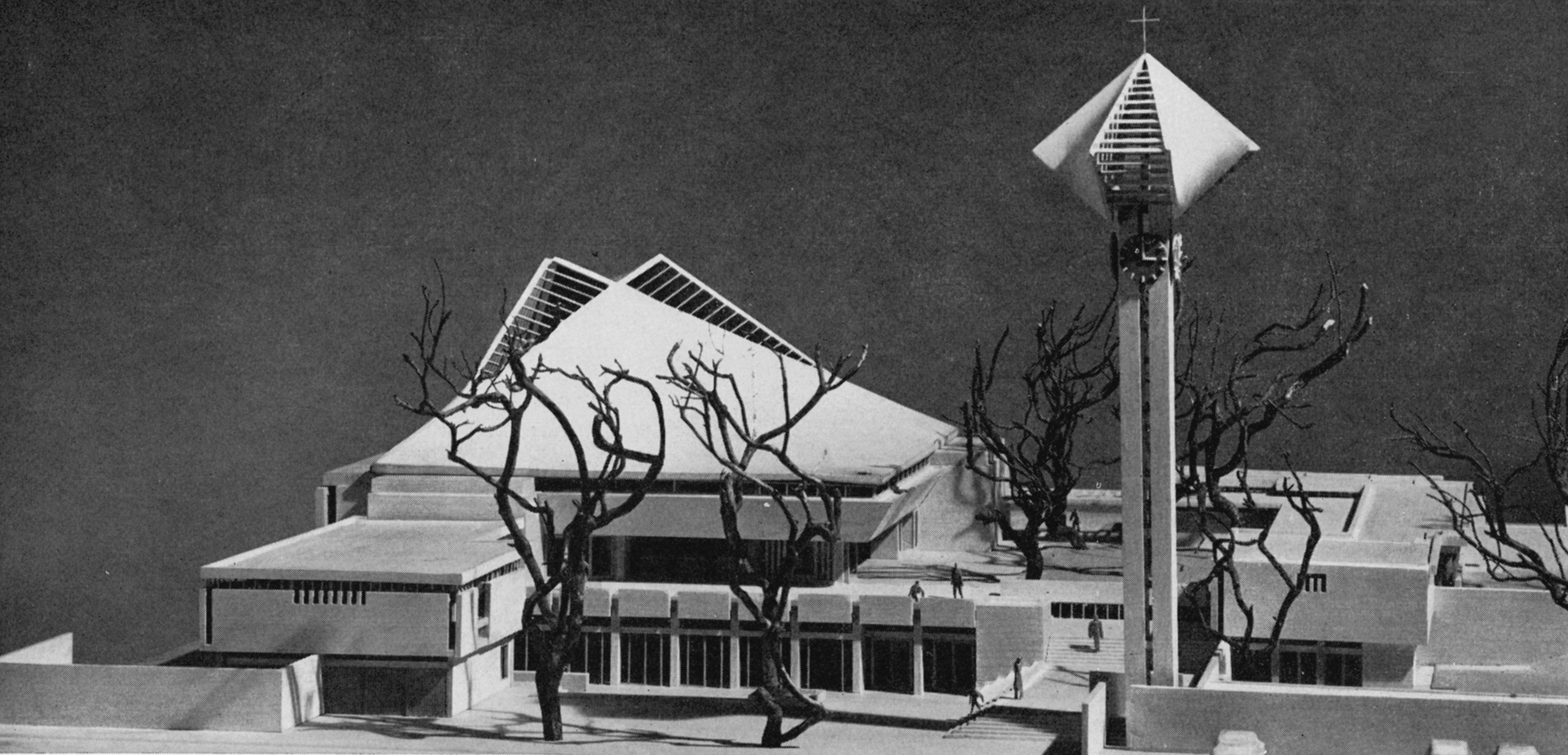
St. Andreas, Katholische Kirche in Uster, Modell

André Maria Albert Studer (* 9. Dezember 1926 in Versailles; † 13. Januar 2007 in Gockhausen) war ein Schweizer Architekt und Schriftsteller.

## Werdegang
André  Studer wuchs als Ältester von sechs Kindern zunächst in Versailles, ab 1935 in Solothurn auf. Mit 15 wurde er Mitglied des örtlichen Kunstvereins. Er studierte ab 1946 Architektur an der ETH Zürich, unter anderem bei dem Architekturhistoriker Sigfried Giedion, durch dessen Vermittlung er 1948 ein mehrmonatiges Praktikum bei Le Corbusier in Paris absolvieren konnte. Schon im Studium beschäftigte er sich mit Harmonik und ihrer Anwendung in der Architektur. 1952 lernte er in Zürich den amerikanischen Architekten Frank Lloyd Wright kennen und blieb mit ihm fortan in freundschaftlichem Kontakt.

„Habitat Marocain“ in Casablanca von 1953–55 (Ansicht 2019)

Seine erste Anstellung fand Studer bei dem renommierten Architekturbüro Haefeli Moser Steiger in Zürich. Hier lernte er seine Lebensgefährtin, die Innenarchitektin Theres Spoerry, kennen, mit der er zwei Töchter und drei Söhne hatte, geboren zwischen 1954 und 1967. Ausgedehnte Reisen führten das Paar nach Mexiko und in die USA. In den USA machte Studer Bekanntschaft mit dem deutschstämmigen Mitarbeiter und späteren Nachlassbearbeiter Corbusiers, Oscar Stonorov.
1954/1955 plante Studer im Auftrag des leitenden Stadtplaners Michel Écochard mit seinem Studienkollegen Jean Hentsch in Casablanca/Marokko, das damals noch unter französischer Kolonialverwaltung stand, die Wohnsiedlung «Habitat Marocain» für die arabische Bevölkerung. Die Siedlung war, wie auch von anderen Architekten nach dem Generalbebauungsplan von Écochard geplante Wohnprojekte, gedacht als Antwort auf die wuchernden «Bidonvilles» (Elendsviertel). Aus diesen wurden die Bewohner meist gewaltsam vertrieben, was zu Aufständen führte, die mitursächlich zur Unabhängigkeitserklärung Marokkos führten. Studer und Hentsch versuchten hier, westliche moderne Gestaltung (unsymmetrisch übereinander gestapelte und ineinander verschachtelte Kuben im Bauhausstil, mit zweistöckigen Patio-Balkonen) und Bautechnik (Stahlbeton, Zementsteine) mit regionalen Bau- und Wohnformen (Kasbahs, Hofhäuser aus Stampflehm und Lehmziegeln) zu verbinden. Dies gelang jedoch nicht, denn die westliche Architektur entsprach letztlich nicht den Alltagsbedürfnissen und Wohngewohnheiten der Einheimischen, die beispielsweise die Balkone bald zu- und höher mauerten und auch sonst die Architektur mit den Jahren stark veränderten.
Zurückgekehrt in die Schweiz, arbeitete Studer zunächst bei Otto Glaus und ab 1956 wieder bei Haefeli Moser Steiger. In dieser Zeit stand er auch in losem Kontakt mit den Architekten Alvar Aalto, Walter Gropius und Richard Neutra. Ab 1959 machte er sich in einem neuerbauten Atelier, einem grossen Nurdachhaus, das eigentlich Teil einer grösseren Gesamtüberbauung werden sollte und in der damaligen Architekturwelt für Aufsehen sorgte, in Gockhausen selbstständig.
Durch einen mit ihm befreundeten Arzt, für den er eine Klinik bauen sollte, fand Studer ab 1976 zur Esoterik, insbesondere zum Glauben an das Pendeln und die Übermittlung von Zukunftsbotschaften durch ein Medium. Infolge immer weniger werdender Architekturaufträge gründete Studer mit seiner Lebenspartnerin eine «Stiftung zur Förderung globalen Bewusstseins», «G 19» genannt, die spirituelle Vorträge, Seminare und Workshops veranstaltete. Hierbei befreundeten sie sich mit dem in Brasilien bekannten Medium Divaldo Franco und unterstützten in der Folge dessen Hilfswerk für Waisenkinder «Mansão do Caminho» in Salvador da Bahia.
In seinen letzten Lebensjahren war Studer vor allem schriftstellerisch tätig und übersetzte darüber hinaus portugiesische Literatur. Kurz nach seinem 81. Geburtstag starb er. Er wurde am 1. Februar 2007 auf dem Areal des von ihm geplanten und erbauten Lassalle-Hauses begraben.

## Bedeutung
Studer gehörte zu den bedeutenden Schweizer Architekten in der zweiten Hälfte des 20. Jahrhunderts. Er gestaltete die Nachkriegsarchitektur in der Schweiz «mit individuellen Ideen und originären Denkansätzen» (Neue Zürcher Zeitung). In zahlreichen Architektenwettbewerben gewann er Preise oder Ankäufe. Über kein anderes Hochhaus des Landes wurde in der Fachpresse so viel und ausführlich geschrieben wie über das von ihm mitverantwortete Hochhaus zur Palme in Zürich-Enge: Die Parkplätze auf dem Dach des Sockelbaus, die Drive-in-Bankfiliale und der «Silberkugel»-Schnellimbiss machten aus der Palme in den 1960er Jahren ein Symbol für eine neue, amerikanisch geprägte Zeit.
Andre Studer hat eine grosse Zahl von Individualhäusern gebaut, Villen, aber auch Reihen- und Terrassenhäusern. So wurde sein Terrassenhaus Abgottspon in Visp exemplarisch unter den ersten Hangsiedlungen der Schweiz in der Fachzeitschrift Werk publiziert.
Studer machte sich vor allem auch einen Namen als Kirchenarchitekt. Seine in Uster und Kilchberg realisierten Kirchenräume werden – in Anwendung harmonikaler Prinzipien – auf quadratischem Grundriss von organisch wirkenden stützenfreien, hyperbelförmigen Betondächern überwölbt. Meist verwendete Studer aus Naturmaterialien hergestellte Baustoffe wie Beton, Ziegelmauerwerk und Holz.
Sein Schaffen ist geprägt von einer «harmonikalen Bauweise», stark beeinflusst von dem Harmoniker Hans Kayser, mit dem und dessen Freundeskreis er bekannt war. Studer versuchte, mathematische Gemeinsamkeiten von Architektur, Musik, Religion und auch Astrologie zu erfassen und in ein umfassendes Gesamtsystem einzuordnen. Die in Zahlen fassbare Musik besass für ihn eine weitere Qualität, welche als Klang die Gefühle ansprach. Jede Zahl (die überwiegend für die materielle, quantitative Komponente steht) ist demnach Trägerin eines Tonwertes (der überwiegend für die geistige, qualitative Komponente steht). Beide Komponenten verbinden sich zur so genannten Tonzahl, in der sich die beiden Weltbestandteile vollkommen entsprechen. Studer war der Auffassung, dass alle seine Bauten, überhaupt alles in der Natur, in einem bestimmten Verhältnis zueinander stünden. Mit Hilfe des Musikinstrumentes Monochord könne man Architektur in Töne umsetzen, jedem Bau eine eigene Melodie zuordnen. Das Grundmass der Bauten Studers ist das seit Jahrtausenden in der Architektur verwendete menschliche Längenmass «Fuss», entsprechend etwa 30 cm. Von diesem sind die Masse seiner Bauten als Vielfaches oder Bruchteil abgeleitet, und zwar in bestimmten Proportionen, die er dadurch ermittelte, dass sie auf dem Monochord eine harmonische Melodie ergeben.

## Wichtige Bauten
- Habitat Marocain, Wohnsiedlung in Sidi Othman, Casablanca/Marokko, 1953–1955 (mit Jean Hentsch)
- Atelierhaus Studer, Gockhausen, 1964
- St. Andreas, Katholische Kirche in Uster, 1961–1967
- Haus Harbeck, Fällanden, 1961–1964
- Haus Trümpler, Stäfa, 1961–1965
- Primarschulhaus, Bergdietikon, 1961–1967
- St.-Elisabeth, Katholische Kirche in Kilchberg, 1964–1967
- Haus Studer, Merlischachen, 1963–1965
- Terrassenhaus, Visp, 1964–1967
- Haus Kundert, Feldbach, 1965–1967
- Religiöses Bildungshaus Bad Schönbrunn (heute Lassalle-Haus) in Edlibach, 1968–1970
- Haus Eggler, Schindellegi, 1967–1970
- Haus Signer, Hombrechtikon, 1974–1976
- Haus Wyss, Doppelwohnhaus, Wädenswil, 1975–1977
- Friedhof, Dübendorf, 1978–1980
- Dorfzentrum, Hombrechtikon, 1976–1991 (Ausführung E. Eigenmann)
- Haus Abt, Hombrechtikon, 1978–1979
- Haus Schuler, Feusisberg, 1978–1980
- Haus Büchel, Mels, 1980–1981
- Haus Muggli, Stäfa, 1980–1981
- Haus Moser und Wiedemann, Doppelwohnhaus, Uitikon, 1980–1982
- Haus Höfer, Büsingen, 1981
- Gemeindestrasse, Mehrfamilienhaus, Zürich, 1981–1984
- Haus Böhler, Uerikon, 1981–1984, (Ausführung E. Eigenmann)

In Zusammenarbeit:
- Geschäftshochhaus Zur Palme in Zürich, 1959–1964, mit Haefeli, Moser, Steiger

## Publikationen
- Im Anfang war der Klang
- Architektur, Mensch, Mass
- Geistige Gestaltungsprinzipien
- Kriterien einer integralen Architektur
- Vernimm das Lied des Alls in dir!

## Belege
1. ↑  A.S. (= André Studer): Wohnbauprojekte für Arabersiedlungen in Casablanca, Marokko. In: Das Werk. Band 43, Nr. 1. Werk Verlag, Zürich 1. Januar 1956, doi:10.5169/seals-33251.
2. ↑  André Studer: Atelierhaus in Gockhausen. In: Das Werk. Band 47, Nr. 5. Werk Verlag, Zürich 1. Mai 1960, doi:10.5169/seals-36746.
3. ↑  André Studer: Haus Zurbriggen-Abgottspon in Visp VS. In: Das Werk. Band 55, Nr. 10. Werk Verlag, Zürich 1. Oktober 1968, doi:10.5169/seals-42970.

| Personendaten    | Personendaten                          |
| ---------------- | -------------------------------------- |
| NAME             | Studer, André M.                       |
| ALTERNATIVNAMEN  | Studer, André Marie Albert             |
| KURZBESCHREIBUNG | Schweizer Architekt und Schriftsteller |
| GEBURTSDATUM     | 9. Dezember 1926                       |
| GEBURTSORT       | Versailles                             |
| STERBEDATUM      | 13. Januar 2007                        |
| STERBEORT        | Gockhausen                             |